# Helechosa de los Montes
Helechosa de los Montes är en kommun i Spanien.   Den ligger i provinsen Provincia de Badajoz och regionen Extremadura, i den centrala delen av landet, 150 km sydväst om huvudstaden Madrid. Antalet invånare är 727. Arean är 377 kvadratkilometer. Helechosa de los Montes gränsar till Alía.
Terrängen i Helechosa de los Montes är huvudsakligen kuperad, men den allra närmaste omgivningen är platt.